# 汪鑑 (同治進士)
汪鑑，安徽旌德人，移居六安，清朝政治人物、同進士出身。
同治六年（1867年），鄉試中舉；同治七年，登進士三甲第四十名，改庶吉士。授翰林院編修，任監察御史，官至夔州府知府；光緒十四年，修建全長六十五千米的三峡栈道，三年完工，之後改任成都府知府。李鴻章邀請其隨同奔赴日本簽署《馬關條約》，其因病謝絕致仕。之後與台灣巡撫劉銘傳為友，將此女嫁給劉的侄子。